# کالیسکا (گمینا کالیسکا)
کالیسکا (به لهستانی:  Kaliska) یک روستا در لهستان است که در گمینا کالیسکا واقع شده‌است.
 کالیسکا  ۲٬۲۶۸ نفر جمعیت دارد.

## خواهرخوانده
شهر راینفلد، هول‌اشتاین خواهرخواندهٔ کالیسکا (گمینا کالیسکا) هست.